# Sønderborgbanen
Sønderborgbanen er en 42 km lang jernbane mellem Tinglev og Sønderborg. Den blev åbnet i 1901 som en "gaffelbane", der fra Tørsbøl forgrenede sig til Padborg og Tinglev. Tørsbøl-Padborg-banen blev nedlagt i 1932.

## Historie
Banen blev etableret af De Preussiske statsbaner, mens Sønderjylland var en del af det Tyske Rige. Sønderborg var den sidste af de sønderjyske købstæder, der fik jernbane, idet forbindelserne med skib mellem Flensborg og Sønderborg var relativt gode. Padborg-Tørsbøl-Sønderborg var hovedstrækningen i den tyske tid, mens Tinglev-Tørsbøl kun var en sidebane, der skabte direkte forbindelse med Tønder-Tinglev-banen og den øvrige del af det nuværende Sønderjylland. Efter Genforeningen i 1920 blev rollerne byttet om. Tinglev-Tørsbøl blev den ny hovedforbindelse, og i 1932 blev det besluttet, at Padborg-Tørsbøl skulle nedlægges sammen med Broagerbanen.

## Standsningssteder
- Tinglev station (Te) i km 0,0 – forbindelse med Vamdrup-Padborg banen og Tønder-Tinglev-banen.
- Bjerndrup holdeplads med sidespor (Bje) i km 6,0. Nedsat til trinbræt 1.marts 1962, nedlagt i 1974. Stationsbygning nedrevet i 2001, varehuset er bevaret.
- Kliplev holdeplads med sidespor (Kw) i km 10,0. Nedlagt i 1974, genåbnet i 1979 som trinbræt. Stationsbygning nedrevet i 2004.
- Lundtoft holdeplads med sidespor (Lf) i km 14,0. Nedsat til trinbræt i 1965, nedlagt i 1974.
- Tørsbøl station (Tsb) i km 18,0 – forbindelse med Padborg. Nedsat til trinbræt 1969, nedlagt i 1974.
- Rinkenæs station (Rz) i km 22,1. Nedsat til trinbræt 1966, nedlagt i 1974.
- Gråsten station (Gst) i km 25,7 – forbindelse med Aabenraa Amts Jernbaner.
- Adsbøl billetsalgssted (Az) i km 28,2. Nedlagt som trinbræt i 1955. Bygning nedrevet.
- Avnbøl station (Aw) i km 31,8. Nedsat til trinbræt i 1965, nedlagt i 1974.
- Vester Sottrup station (Vt) i km 35,4 – forbindelse med Broagerbanen. Nedsat til trinbræt i 1974, senere nedlagt. Stationsbygning nedrevet i 1986.
- Ragebøl holdeplads med sidespor (Rag) i km 38,2. Nedsat til trinbræt 1956, nedlagt i 1963.
- Sønderborg station (Sdb) i km 42 – forbindelse med Mommark-banen. 1. station nedrevet i 1967 og erstattet af 2. station, der blev nedrevet i 2004.

### Nogle bevarede stationsbygninger
- Tørsbøl: Søndertoft 66
- Gråsten: Kongevej 73
- Avnbøl: Rufasvej 2

## Trafik
Før 1920 var der direkte tog til/fra Flensborg. Lokaltrafikken på banen blev nedlagt i 1974, og togene standser nu kun i Kliplev og Gråsten. I dag er de fleste forbindelser med Intercitytog til/fra København. Al godstrafik er ophørt. Sønderborgbanen blev elektrificeret i slutningen af 1990'erne. I 2010 foretog Banedanmark en omfattende fornyelse af banen.